# Nikopolis
Nikopolis (řecky: Νικόπολις, Nicopolis, Actia Nicopolis, Město vítězství) bylo město v západním Řecku v kraji Epirus asi 7 km severně od Prevezy. Založil je Oktavian (pozdější císař Římské říše s titulem Augustus) na památku svého vítězství v roce 31 př. n. l. nad vojskem Antonia a Kleopatry v bitvě u Aktia.

## Historie

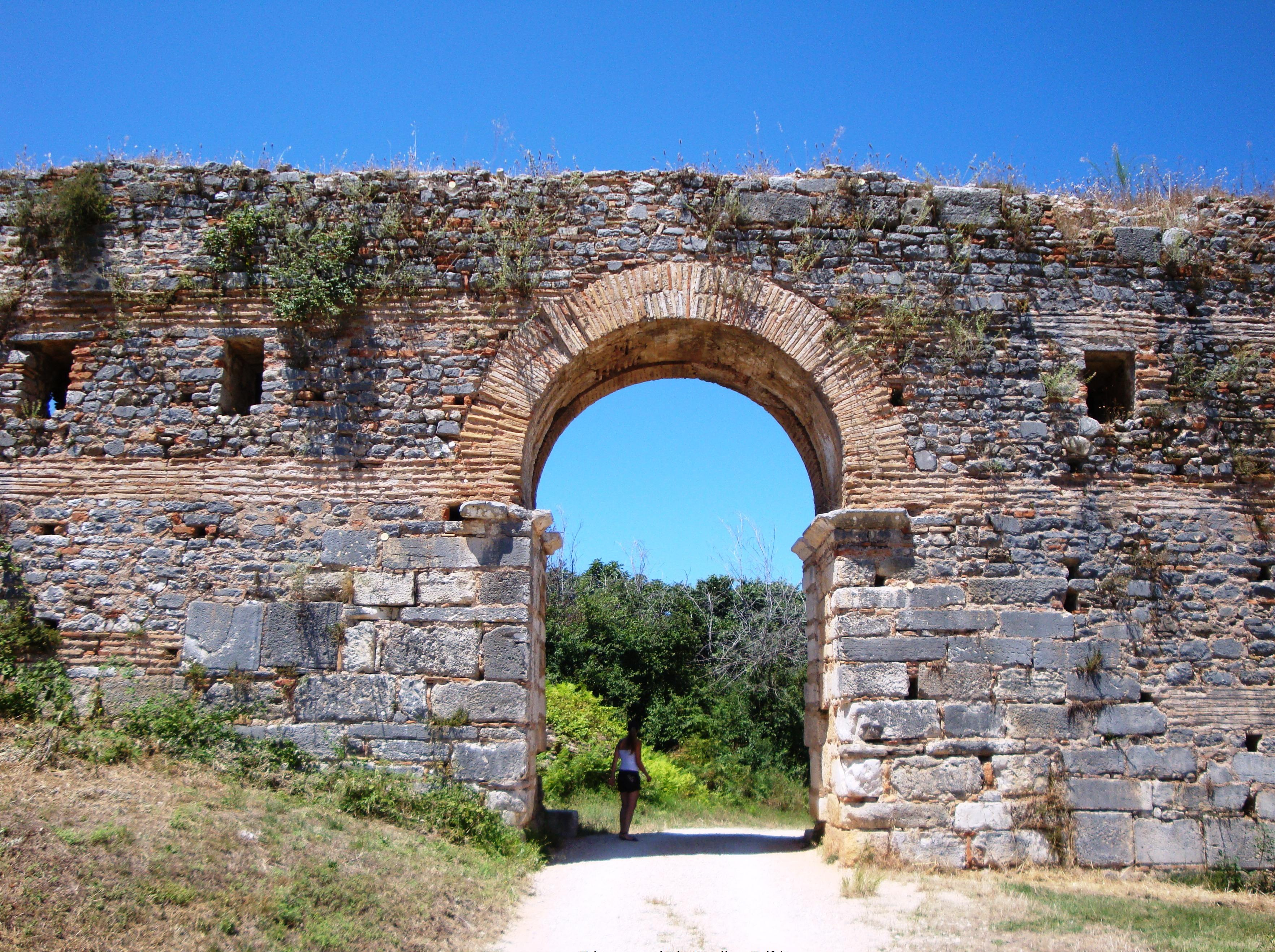
Zbytky mohutných hradeb

Nikopolis neboli Město vítězství založil císař Oktavian na místě, kde jeho vojska tábořila před bitvou u Aktia. Oktavian zde byl zpočátku blokován a pak téměř zničen loďstvem Antonia a Kleopatry, které sem připlulo kvůli invazi do Itálie. Ovšem nakonec Oktavian přece jen zvítězil a z vojenského velitele se stal císařem Římské říše s titulem Augustus.
Založení města bylo spíše neuvážené gesto zpupnosti, neboť zvolená lokalita nebyla pro vznik sídla vhodná. Město stálo na nestabilní půdě a voda se musela přivádět akvaduktem od vzdálených pramenů Louros. Obyvatelstvo sem bylo násilně přesídleno z okolních obcí, dokonce až od Korintského zálivu. Tato pošetilost mocných (folie de grandeur) je nicméně pochopitelná.
Další historie Nikopolis nebyla ničím pozoruhodná a většina obyvatel se vrátila do svých původních domovů. S pádem Římské říše město vyplenili Vandalové a Gótové. Později v 6. století je objevil císař Justinián a nějaký čas město vzkvétalo jako byzantské město. Ale po čtyřech stoletích se propadlo do země následkem zemětřesení a nájezdů Bulharů.

## Památky

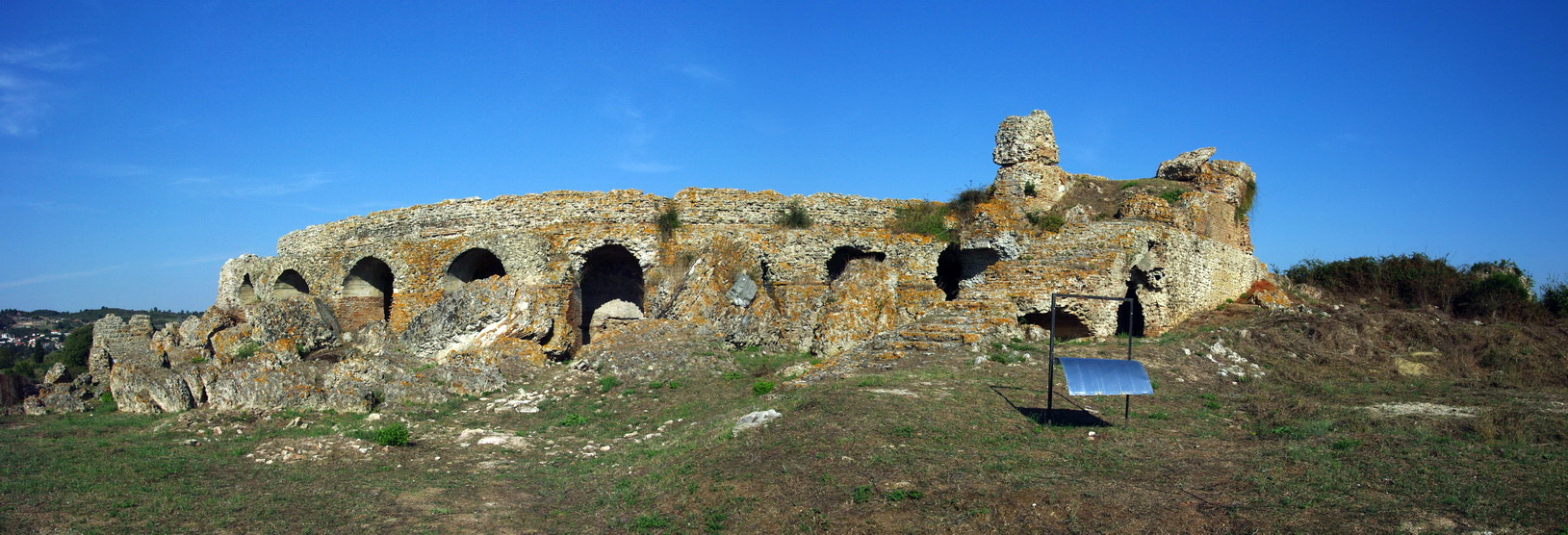
Zbytky divadla

Rozsáhlé a zarostlé pozůstatky města začínají 7 km na sever od Prevezy po obou stranách hlavní silnice. Ruiny vypadají impozantně a nacházejí se kolem muzea. Ve směru k muzeu stojí na východě velké divadlo a před ním jsou pozůstatky římských lázní s mohutnými byzantskými hradbami. Nalevo od divadla jsou rozeznatelné obrysy stadionu pod současnou vesnicí Smyrtuna. Nad vesnicí stál tehdy Oktavianův vojenský stan a z památníku, který nechal vztyčit, se zachovalo masivní pódium. Od divadla jsou to dva kilometry ke zbytkům základů baziliky Alkysonos ze 6. stol. V rozsáhlém areálu najdeme i pozůstatky Árova chrámu, Poseidonova chrámu a akvaduktu.